# Vera Slútskaya

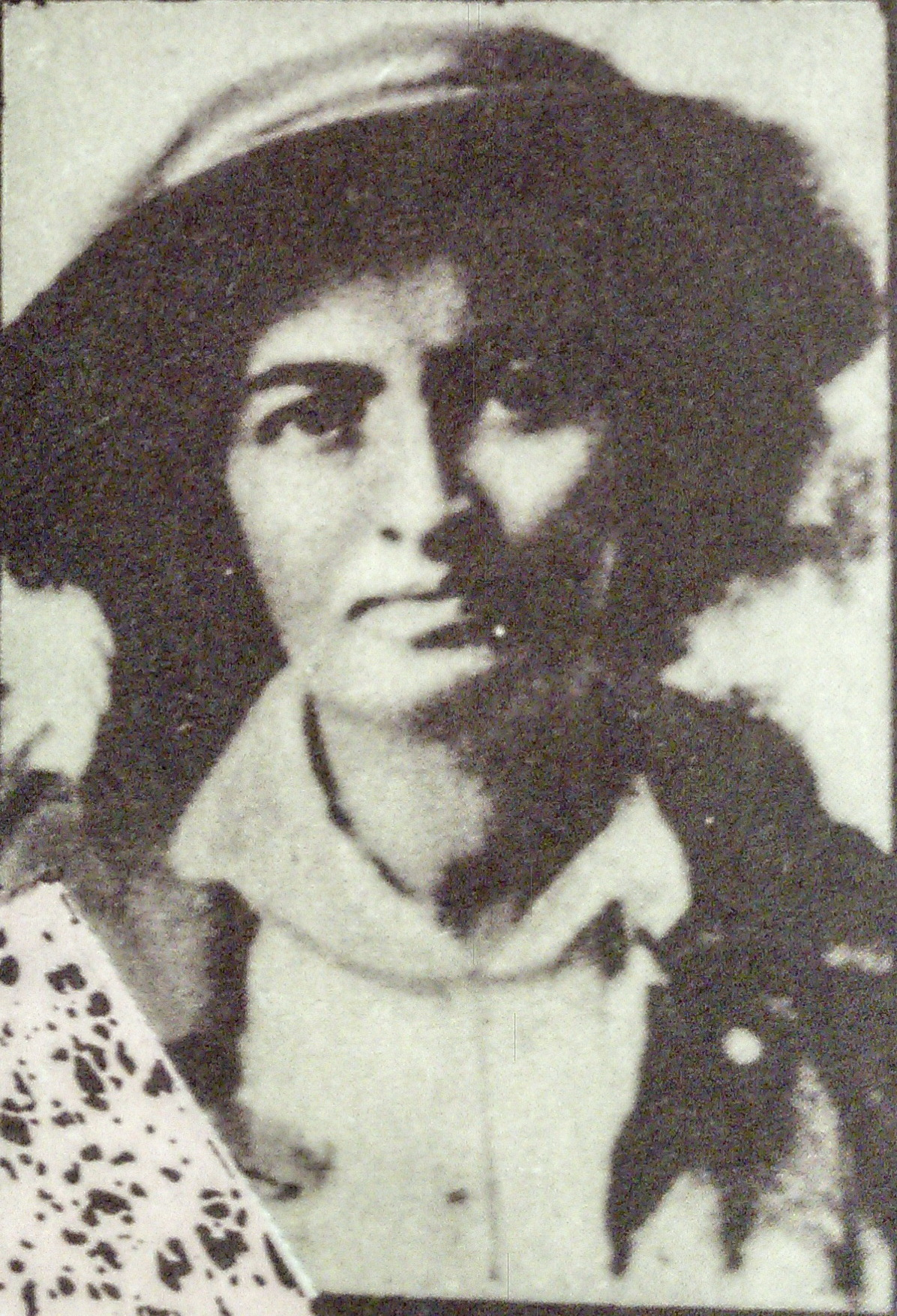
Fotografía de Vera en 1917

Vera Klementevna Slútskaya (en idioma ruso Ве́ра Климе́нтьевна Слу́цкая), nacida  Berta Bronislavovna (n. Minsk, 17 de septiembre de 1874; †Tsárskoye Seló, 12 de noviembre de 1917), fue una revolucionaria rusa, muerta durante la Revolución de Octubre

## Biografía
Vera Slútskaya procedía de una familia de comerciantes relativamente acomodados y se formó como dentista. Participó ya en el movimiento revolucionario de 1898, tras el que fue arrestada y sometida a proceso, quedando en 1901 sometida a vigilancia policial. Ese mismo año se afilió al Bund, movimiento político judío vinculado de modo autónomo al Partido Obrero Socialdemócrata de Rusia. En 1902 ingresó en el POSDR propiamente dicho y desde 1903 se unió al ala bolchevique.
Durante la revolución rusa de 1905 se convirtió en miembro de la organización militar del POSDR y tomó parte en la lucha revolucionaria en Minsk y San Petersburgo. Tras participar como delegada en el V Congreso del POSDR, en 1907, permaneció en Rusia y encabezó el trabajo del partido en San Petersburgo, hasta que en 1909 tuvo que partir al exilio, viviendo en Alemania y Suiza.
En 1912 volvió a Rusia y se involucró nuevamente en las tareas del partido en la capital. Esa labor le condujo a ser arrestada en numerosas ocasiones y en 1913 tuvo que refugiarse en Liubán, a 85 km al sureste de San Petersburgo.
Participó en la Revolución de Febrero de 1917, y en el período de "doble poder" que subsiguió a esta trabajó en el Comité de Petrogrado del POSDR, como organizadora del partido para las mujeres y secretaria del Comité de Distrito de Vasileostrovskogo. En el VI Congreso del POSDR (b), celebrado en la semilegalidad en el verano de aquel año, defendió las tesis partidarias de la insurrección armada.
Descrita por John Reed como "una mujer pequeña y llenita, vestida de gris", de "áspera voz metálica", Vera Slútskaya fue protagonista de la Revolución de Octubre y miembro de la Duma municipal de Petrogrado. Tras la toma del poder por el Sóviet de Petrogrado fue encargada de reprimir el levantamiento Kérenski-Krasnov. En esa misión fue muerta por tropas cosacas cuando, durante una tregua, transportaba suministros sanitarios a los guardias rojos en el frente de Petrogrado. Sus restos reposan en el Cementerio judío Preobrazhenskoe de San Petersburgo.
En su honor, la ciudad de Pavlovsk fue denominada oficialmente Slutsk entre 1918 y 1944. Dos calles y un jardín en San Petersburgo y una calle en su Minsk natal llevaron o llevan aún su nombre.